# Chełsty (województwo warmińsko-mazurskie)
Chełsty – osada w Polsce położona w województwie warmińsko-mazurskim, w powiecie działdowskim, w gminie Lidzbark. W latach 1975–1998 wieś administracyjnie należała do województwa ciechanowskiego. Osada jest położona nad rzeką Wel i przed wojną stanowiła część majątku ziemskiego, z którego po II wojnie światowej utworzono PGR. Na terenie osady znajdował się młyn oraz gorzelnia. Po 1989 r. zakłady upadły i na początku XXI wieku po gorzelni pozostały zrujnowane i opuszczone zabudowania. W zachodniej części wsi, przy drodze prowadzącej do wsi Słup powstała kolonia domów rekreacyjnych.